# Ikarios (Ateńczyk)
Ikarios – postać z mitologii greckiej, Ateńczyk.

## Życiorys
Według mitologii miał udzielić bogowi Dionizosowi gościny, za co otrzymał od niego winorośl wraz ze wskazówkami uprawy. Gdy wyprodukował wino, poczęstował swoich sąsiadów, pijani pasterze, nie znając dotychczas działania szlachetnego trunku, uznali, że podano im truciznę, i zamordowali nieszczęsnego hodowcę winorośli. Później Zeus umieścił go na niebie - być może dlatego, że smakowało mu mocne wino Ikariosa.